# Crollo del viadotto Polcevera
Il crollo del viadotto Polcevera avvenne il 14 agosto 2018, giorno in cui la sezione del ponte che sovrasta la zona fluviale e industriale dei quartieri genovesi di Campi, Certosa e Rivarolo, lunga 250 metri, crollò insieme al pilone di sostegno numero 9, provocando 43 vittime a bordo dei mezzi in transito e tra gli operai al lavoro nella sottostante isola ecologica dell'AMIU, l'azienda municipalizzata per la raccolta dei rifiuti.
Il 3 agosto 2020 è stato inaugurato, in sua sostituzione, il nuovo viadotto Genova San Giorgio, costruito su disegno dell'architetto Renzo Piano e aperto al traffico il giorno dopo verso le 22 circa.

## Il crollo
Alle ore 11:36 di martedì 14 agosto 2018, all'improvviso, l'intero sistema bilanciato della pila 9 del ponte collassò, provocando 43 morti e 566 sfollati.
Il crollo iniziò con la rottura dello strallo Genova Mare, in prossimità del suo attacco in alto (a circa due metri o tre). Non essendo più equilibrato dal tiro gemello di circa 2200 tonnellate dello strallo Genova, lo strallo Savona comunicò una forza squilibrata alla pila, che prima si torse e poi si ruppe. Durante alcuni brevi istanti lo strallo Mare Savona, perdendo tiro a causa della torsione della pila, si piegò circa a metà sotto il suo peso formando una cuspide.
Perduto il sostegno degli stralli lato mare, l'impalcato si inarcò e poi si ruppe, torcendosi. La pila, perso il traverso superiore di attacco si ridusse a due V capovolte disgiunte. La V lato Monte si ruppe per ultima, quella lato Mare per prima. Le due sezioni di impalcato da 36 metri in semplice appoggio, a collegamento della 9 con la 8 e la 10, perso un appoggio a causa della rovina dell'impalcato sostenuto dagli stralli, rovinarono al suolo a loro volta. Le altre pile e sezioni di impalcato rimasero in opera.
Nel febbraio 2019 è stata avviata la demolizione delle sezioni residue del viadotto, inizialmente mediante tecniche di smontaggio meccanico; l'intervento è culminato, idealmente e a livello mediatico, nella demolizione con esplosivi dei due piloni strallati superstiti, avvenuta il 28 giugno 2019, per poi concludersi (eccetto che per la rimozione delle macerie) con la demolizione dell'ultima pila il 12 agosto 2019.
Secondo la perizia presentata nell'incidente probatorio del processo sulle cause dell’evento, redatta dagli ingegneri e professori universitari Massimo Losa e Renzo Valentini dell'Università di Pisa e Giampaolo Rosati e Stefano Tubaro del Politecnico di Milano, la causa del crollo è stata la mancanza e/o l’inadeguatezza dei controlli. Nella pila 9 solo 4 trefoli su 464 (meno dell'1%) non erano corrosi; a ciò si aggiungeva anche il degrado sia degli stralli sia del calcestruzzo.
Dall'ispezione condotta il 21 ottobre 2015 da tecnici della società Spea, che era responsabile dei controlli tecnici dell'opera e aveva estratto alcune carote dello strallo della pila n.9, risultava che la guaina era ossidata e tre dei quattro trefoli si muovevano con facilità facendo leva con uno scalpello; inoltre, i fili dei trefoli erano ossidati.

## Vittime
Le vittime furono 43, suddivise per nazionalità nella tabella seguente:
| Nazionalità | Vittime |
| ----------- | ------- |
| Italia      | 29      |
| Francia     | 4       |
| Cile        | 3       |
| Albania     | 2       |
| Colombia    | 1       |
| Moldavia    | 1       |
| Giamaica    | 1       |
| Perù        | 1       |
| Romania     | 1       |

Di seguito un elenco di tutti i nomi, seguiti dall'età:
- Artus-Bastit Mélissa, 21 anni
- Battiloro Giovanni, 29 anni
- Bellasio Emanuele, 16 anni
- Bellasio Camilla, 12 anni
- Bello Francesco, 42 anni
- Bertonati Matteo, 26 anni
- Boccia Stella, 24 anni
- Bokrin Admir, 31 anni
- Bottaro Giovanna, 43 anni
- Bozzo Elisa, 33 anni
- Campora Alessandro, 55 anni
- Casagrande Bruno, 57 anni
- Cecala Christian, 43 anni
- Cecala Crystal Dyana, 9 anni
- Cerulli Andrea, 47 anni
- Danisi Marta, 29 anni
- Diaz Henao Henry, 38 anni
- Djerri Marius, 22 anni
- Donaggio Giorgio, 57 anni
- Esposito Gerardo, 26 anni
- Erazo Trujillo Carlos Jesus, 27 anni
- Fanfani Alberto, 32 anni
- Figueroa Carrasco Juan Ruben, 59 anni
- Gusman Nathan, 20 anni
- Licata Vincenzo, 57 anni
- Malai Anatoli, 44 anni
- Matti Altadonna Luigi, 34 anni
- Munroe Dawna, 42 anni
- Pastenes Juan Carlos, 64 anni
- Piccinino Ersilia, 41 anni
- Plaze Axelle Nemati Alizè, 20 anni
- Possetti Claudia, 47 anni
- Pouzadoux William, 22 anni
- Rivera Castillo Leyla Nora, 47 anni

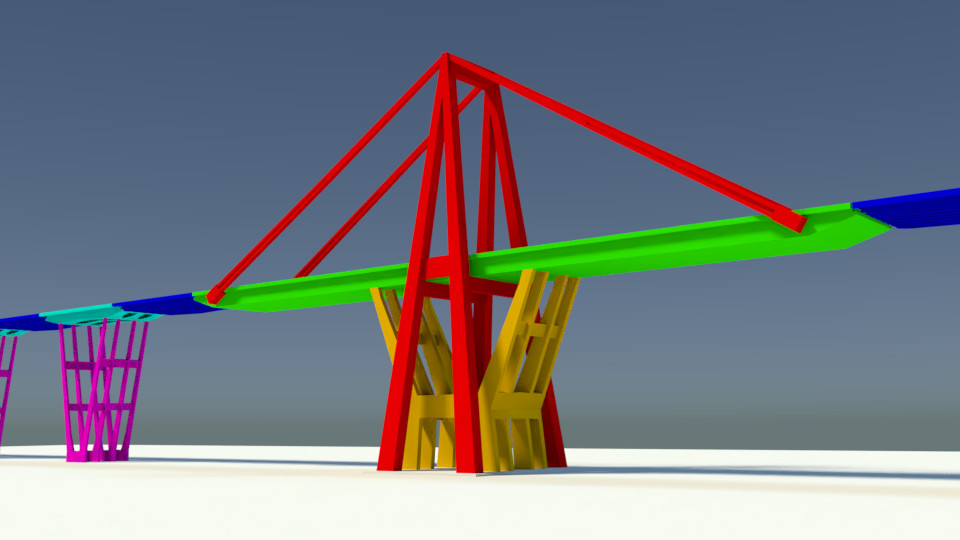
Elementi strutturali del viadotto Polcevera (pila 9 in primo piano e pila 8 a sinistra)

- Robbiano Roberto, 41 anni
- Robbiano Samuele, 7 anni
- Robotti Alessandro, 50 anni
- Roşca Marian, 36 anni
- Sarnataro Gennaro, 43 anni
- Stanzione Antonio, 26 anni
- Vicini Mirko, 30 anni
- Vittone Andrea, 49 anni
- Zerilli Angela, 57 anni

## Conseguenze
Il crollo del ponte ha determinato la chiusura al traffico del raccordo fra A7 e A10 e di numerose strade sottostanti, oltre che della linea ferroviaria di raccordo con il porto, nonché la necessità di evacuare per motivi precauzionali 566 persone residenti nelle case presenti sotto il pilone n. 10. Per due anni il traffico è stato quindi forzatamente deviato sia in entrata sia in uscita della A10 nello svincolo di Genova Aeroporto, provocando grossi problemi alla viabilità urbana ed extraurbana.
Il Consiglio dei ministri, il 15 agosto, ha dichiarato lo stato di emergenza nel territorio del comune di Genova per la durata di dodici mesi e ha successivamente nominato il presidente della regione Liguria, Giovanni Toti, commissario straordinario per l'emergenza.
Il 18 agosto è stato decretato un giorno di lutto nazionale e, nella stessa data, sono stati celebrati i funerali di Stato per solo 19 delle 43 vittime all'interno del padiglione Blu della Fiera di Genova trasformato in camera ardente celebrati dal cardinale arcivescovo di Genova Angelo Bagnasco e dall'imam di Genova Salah Hussein per le due vittime albanesi alla presenza del Presidente della Repubblica Sergio Mattarella, della Presidente del Senato Maria Elisabetta Alberti Casellati, del Presidente della Camera Roberto Fico, del Presidente del Consiglio Giuseppe Conte, dei ministri in carica e del sindaco di Genova Marco Bucci, assieme ad altre cariche politiche, civili e militari; alle esequie erano presenti 8000 persone dentro e fuori la struttura.

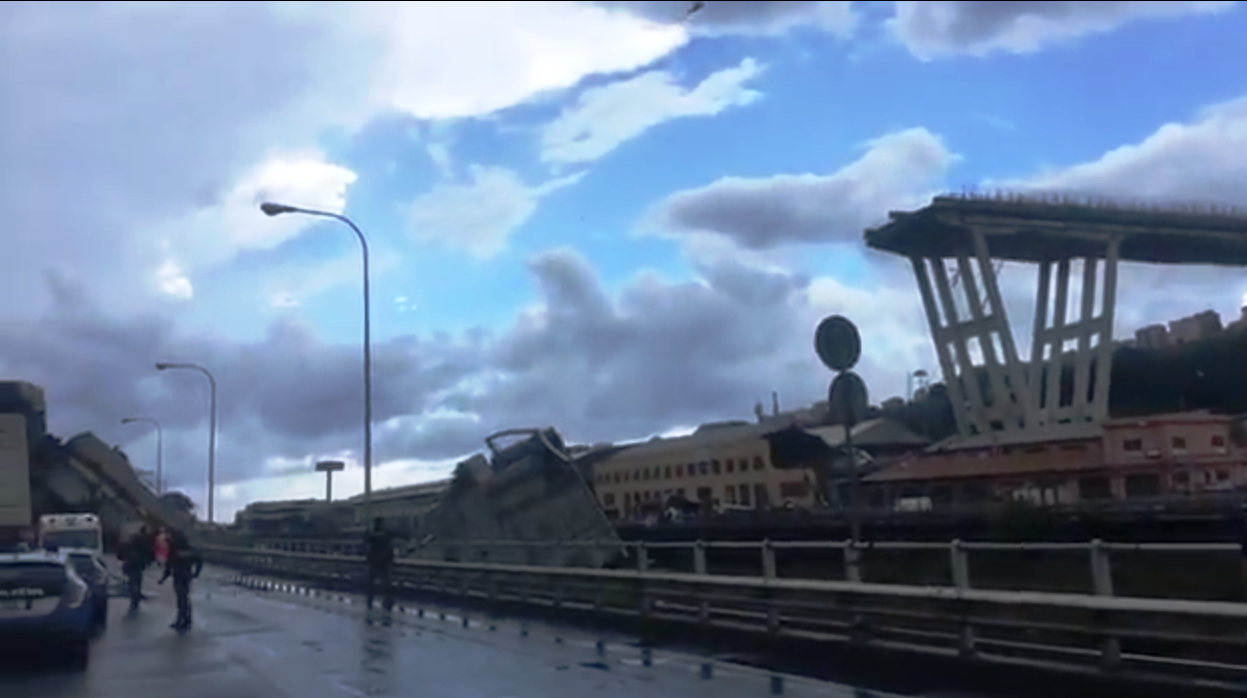
Un'immagine del ponte dopo il crollo. A destra la pila 8, a sinistra le macerie della pila 9

A fine agosto sono stati consegnati i primi alloggi ad alcune centinaia di persone residenti nella "zona rossa", obbligate cautelativamente ad abbandonare le proprie abitazioni nei giorni successivi al crollo. Il comune di Genova e la regione Liguria hanno dichiarato di attendere il via libera dal Consiglio dei Ministri per firmare col dipartimento della Protezione Civile l'ordinanza nazionale che, per i nuclei famigliari che hanno deciso di provvedere privatamente alla ricerca di una nuova abitazione, stanzia un contributo mensile a titolo di rimborso del canone di locazione. A inizio settembre, vi sono state proteste davanti alla sede del consiglio regionale.
La dimensione e la gravità dei fatti hanno spinto il Governo a prendere in considerazione un processo di revisione globale del sistema delle concessioni da parte dello Stato, ipotizzando anche la revoca, la risoluzione, la decadenza o il recesso della concessione ad Autostrade per l'Italia. Sono inoltre stati pubblicati, il 27 agosto 2018, gli allegati economici e finanziari, fino a quel momento segreti, relativi a tutte le concessioni autostradali, mentre in precedenza erano stati pubblicati solo i testi privi dei dati monetari: secondo i termini di tale Convenzione, la revoca della concessione comporterebbe l'esborso di una penale di circa 20 miliardi. Tuttavia, più recenti interpretazioni ministeriali evidenziano che il crollo del ponte è configurabile come "grave inadempimento" della Convenzione di affidamento, in quanto il bene affidato (il ponte) avrebbe dovuto essere restituito integro: pertanto l'affidamento sarebbe revocabile senza forti risarcimenti.
Il crollo inoltre ha sollevato dubbi sulla sicurezza di diversi altri ponti e viadotti in Italia, ad esempio il viadotto della Magliana a Roma e il ponte San Michele sull'Adda tra le province di Lecco e Bergamo, con conseguenti chiusure per verifiche e interventi di manutenzione.
Il 25 settembre 2018 la commissione ispettiva del Ministero delle infrastrutture e dei trasporti ha ultimato il suo lavoro e presentato la propria relazione sullo stato del ponte e sul crollo. Oltre ad alcune ipotesi provvisorie relative alla dinamica del cedimento, in essa si evidenziano, secondo i commissari, le serie problematiche strutturali presenti e note già da alcuni anni, e a fronte di esse gli scarsi investimenti in manutenzione strutturale straordinaria effettuati dopo la privatizzazione. La relazione è stata acquisita dalla magistratura.
Il 28 settembre 2018 è stato pubblicato il decreto-legge n. 109 (cosiddetto "Decreto Genova") che conferisce amplissimi poteri (ritenuti anche eccessivi da parte dell'ANAC in quanto viene derogata anche la normativa antimafia) al Commissario per la ricostruzione.

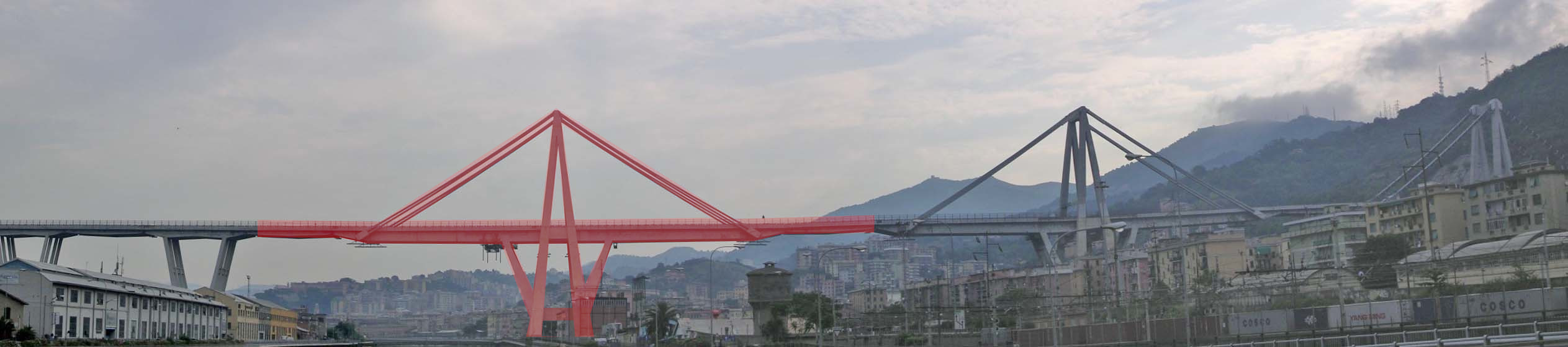
Parte del viadotto visto dal ponte di Cornigliano. La parte crollata (pila 9) è evidenziata in rosso

Il 1º luglio 2019 la Procura della Repubblica di Genova ha autorizzato la diffusione di un filmato registrato dalle telecamere private dell’azienda Ferrometal, sita nelle vicinanze del viadotto, dal quale si potrebbe ritenere che il crollo sia stato innescato dal cedimento dello strallo sud della pila 9 in una zona però non visibile nel filmato stesso. Tale filmato era stato sequestrato dai militari della Guardia di Finanza subito dopo la tragedia e non era stato pubblicato fino a quel momento per non influenzare le testimonianze raccolte. Da esso sono stati rimossi alcuni fotogrammi, da parte delle autorità, per evitare il riconoscimento di alcune vittime.

## Dibattito sul destino del viadotto
Dopo il crollo si è aperto un dibattito tecnico e culturale relativo alle azioni concrete da seguire per ripristinare la viabilità di Genova. Da un lato si è posta l'idea di demolire e ricostruire interamente il ponte, con diverse proposte da parte di molti progettisti fra i quali Santiago Calatrava (che aveva già formulato un suggerimento in tal senso nel 2006), Pierangelo Pistoletti e Renzo Piano. La prospettiva di affidare il progetto ad personam a Piano è stata peraltro criticata dal sindacato di architetti e ingegneri e dall'ordine degli ingegneri di Napoli, i quali hanno invece sollecitato l'indizione di un concorso pubblico.
D'altro canto alcuni tecnici e docenti universitari hanno evidenziato come a loro avviso, avvalendosi delle tecnologie disponibili e sfruttando assenza del traffico, la parte residua della struttura di Morandi potesse essere resa sicura e ricostruita solo nella parte crollata, impiegando circa un quarto del tempo necessario a una completa demolizione e successiva ricostruzione, evitando inoltre di dover demolire le case e gli stabilimenti industriali sottostanti. Una petizione di architetti e ingegneri strutturisti mirante alla conservazione, al recupero e alla messa in sicurezza del ponte è stata lanciata dal professor Antonino Saggio dell'Università La Sapienza di Roma ed è stata sottoscritta (al 18 ottobre 2018) da 1 620 esperti.

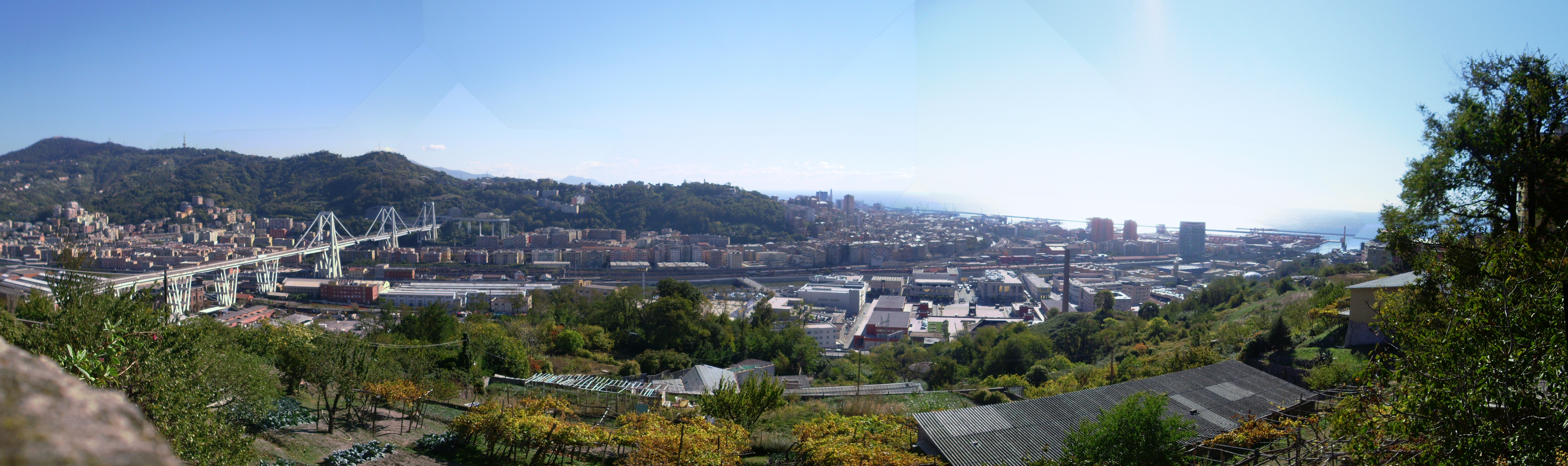
Il viadotto nel contesto urbano genovese

Dello stesso orientamento è anche l'Istituto Nazionale di Architettura, che ha sottolineato il valore ingegneristico e documentale dell'opera e, in una lettera aperta, ha sposato la proposta di consolidare le parti rimanenti e sostituire il pilone crollato con un nuovo segmento, pur in diverso stile e con differenti tecniche costruttive.
Tra i proponenti il ripristino della struttura, anche solo temporaneo, per favorire un successivo nuovo viadotto realizzato in tempi non contingentati e nel rispetto delle regolari normative, l'ingegnere, architetto e docente universitario Enzo Siviero a fine gennaio 2019 richiede nuovamente attenzione su tali ragioni agli organismi preposti. Lo stesso Siviero, a stretto giro esprime poi critiche sui costi preventivati per l'eventuale rifacimento totale del viadotto, a suo dire estremamente elevati rispetto al costo di mercato.
Diverse cordate di imprese e progettisti hanno presentato proposte di ripristino del viadotto Polcevera, rispondendo al bando indetto dal Commissario straordinario alla ricostruzione e Sindaco di Genova Marco Bucci; alcune proponevano una sostituzione integrale del viadotto esistente di Morandi, altre un ripristino della sola parte crollata e il rinforzo delle porzioni superstiti. La scelta operata dal Commissario straordinario è tuttavia stata quella di una demolizione della quasi totalità del viadotto e della sua successiva sostituzione. Sulla tempistica dei lavori si sono succedute diverse dichiarazioni discordanti.
Maurizio Morandi, figlio del progettista, ha altresì espresso "tristezza" per la "troppo frettolosa scelta" di abbattere il ponte, ritenuto «simbolo di un progresso che l'Italia ha attraversato negli anni 50 e 60 del secolo scorso» e «monito per le conseguenze che l'incuria nell'uso e nella conservazione delle opere può determinare».
Il costo del mantenimento parziale del viadotto dotato di campane strallate, secondo la relazione del commissario per la ricostruzione, sarebbe stato intorno ai 128 milioni di euro e avrebbe richiesto da un minimo di otto mesi a un massimo di venti mesi di lavoro.

## La demolizione

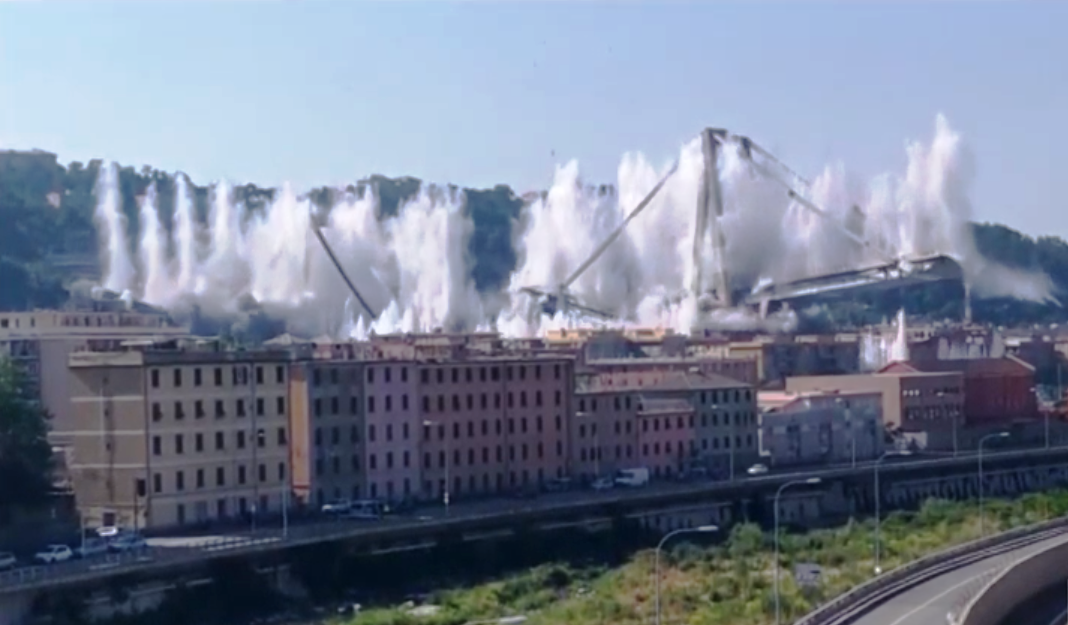
Demolizione controllata del ponte Morandi il 28 giugno 2019

Il 9 febbraio 2019 sono iniziate le operazioni che hanno portato, nel corso dell'anno, alla demolizione delle porzioni di impalcato di tipologia più tradizionale della parte ovest del viadotto. Il 28 giugno 2019, alle ore 9:37, sono state demolite le parti più caratteristiche e iconiche del ponte, cioè le pile strallate 10 e 11 della porzione est, nonché la rampa di raccordo a cantilever verso Ventimiglia, facendole implodere con cariche di dinamite. Preventivamente erano anche stati demoliti i condomini sottostanti il ponte.
La demolizione controllata è avvenuta in quattro fasi:
- Fase 1: per la campata 11, si è effettuato il taglio degli stralli mediante cariche esplosive direzionali, dette “cariche cave"; i sostegni ad A degli stralli sono quindi caduti in direzione ovest.
- Fase 2: sia alla pila 10 sia alla pila 11 è avvenuta l’elevazione di muri d'acqua tramite cariche esplosive fino a una altezza di circa 90 metri, mitigando in tal modo la diffusione di polveri.
- Fase 3: sono state fatte collassare le strutture portanti centrali di entrambe le campate, nonché dei pilastri ad A che reggevano gli stralli.
- Fase 4: sono stati innalzati muri d’acqua alti circa 40 metri ai lati della struttura, al fine di contenere una parte delle polveri generate dal crollo.

Le quattro fasi si sono sviluppate nell'arco di 6 secondi, utilizzando circa 500 inneschi elettronici, oltre 500 kg di dinamite e 5 000 metri di miccia detonante.
Il costo della demolizione è stato di 21,4 milioni di euro; l'operazione è stata eseguita in quattro mesi dalla associazione temporanea di imprese composta dalle società Fratelli Omini di Novate Milanese, Fagioli di Reggio Emilia, IREOS di Genova e IPE Progetti di Torino, con la supervisione dell'impresa di demolizioni Siag di Parma, diretta dall'esplosivista Danilo Coppe.
In seguito a ciò, l'unica struttura ancora funzionalmente superstite e integra del progetto di Morandi risulta pertanto la sola rampa elicoidale di raccordo verso la A7 e A12; tutto il resto è stato poi sostituito dal nuovo ponte Genova San Giorgio e da tutte le infrastrutture a esso collegate.

## Il processo
Il 7 luglio 2022 è incominciato presso il Tribunale di Genova il processo per il crollo, con 59 imputati tra ex vertici e tecnici di Autostrade per l'Italia e Spea (la società responsabile delle manutenzioni e delle ispezioni), dirigenti ed ex dirigenti del Ministero delle infrastrutture e dei trasporti e funzionari del Provveditorato. Le accuse sono omicidio colposo plurimo, omicidio stradale, crollo doloso e omissione d'atti d'ufficio.

## Controversie
- A seguito del crollo, esponenti del governo italiano hanno proposto il ritiro della concessione alla società che gestiva il tratto di autostrada che comprendeva il ponte.[58][59][60] Nel 2021 è diventato effettivo il passaggio della società Autostrade per l'Italia sotto il controllo statale.[61]
- L'autorità giudiziaria ha avviato una serie di indagini e accertamenti volti a verificare eventuali responsabilità (anche parziali) dei soggetti coinvolti a vari titolo nell'amministrazione e manutenzione dell'opera. Nel corso dell'udienza del 27 febbraio 2023 è emerso che l'azienda Isa Italstrade, esecutrice dei lavori di manutenzione agli stralli della pila 11 nel 1991, avesse constatato il grave stato di degrado del calcestruzzo anche della pile 9 e 10, suggerendo la demolizione del ponte e incontrando l'opposizione della Società Autostrade.[62][63]
- Un ingegnere civile incaricato dei rilievi da Spea ha dichiarato che per 17 altri ponti liguri non aveva mai avuto a disposizione la strumentazione necessaria per effettuare le verifiche del caso.[64]
- Una relazione scritta dell'ing. Morandi nel 1981 già dichiarava la pericolosità delle deformazioni della pila 9.[65]
- Secondo il responsabile della sicurezza di Spea, dal 2013 al 2018 nessuno ispezionò i cassoni del Ponte Morandi.[66]

## Iniziative benefiche
Il 22 febbraio 2019 viene pubblicato il singolo benefico C'è da fare, che vede la collaborazione di 25 artisti della musica italiana realizzato per devolvere interamente i proventi alla comunità colpita dalla tragedia del crollo. L'ideatore del progetto è stato il comico genovese Paolo Kessisoglu, che ha composto il testo della canzone.

## Altre iniziative
Nel luglio del 2019 lo street artist Manu Invisible ha realizzato un'opera murale dal titolo Reviviscenza sulla parete che compone il letto del torrente Polcevera nel punto del crollo del ponte.